# کورتیس میلاژ
کورتیس میلاژ (انگلیسی: Curtis Millage؛ زادهٔ ۴ مارس ۱۹۸۱) بازیکن بسکتبال اهل ایالات متحده آمریکا است.